# بالا تپه
بالا تپه مربوط به دوران‌های تاریخی پس از اسلام است و در شهرستان بستان‌آباد، بخش مرکزی، روستای یوسف آباد واقع شده و این اثر در تاریخ ۱۱ مهر ۱۳۸۳ با شمارهٔ ثبت ۱۱۱۷۳ به‌عنوان یکی از آثار ملی ایران به ثبت رسیده است.